# Намдінь (провінція)
Намдінь (в'єт. Nam Định) — провінція на півночі В'єтнаму. Площа провінції становить 1669 км². Кількість населення за даними перепису 2019 року — 1 780 393 жителів. Адміністративний центр — однойменне місто Намдінь.

## Географія
Провінція Намдінь знаходиться у північній частині В'єтнаму, на узбережжі Тонкінської затоки, у дельті Червоної річки (економічний район «Дельта Червоної річки»). Адміністративний центр — місто Намдінь, розташоване за 90 кілометрах на південний схід від столиці країни, міста Ханой. На сході провінція омивається водами Тихого океану.
Клімат провінції Намдінь — тропічний, мусонний; середньорічна температура становить +23°С.

## Населення
За даними перепису населення 2019 року в провінції Намдінь проживало 1 780 393 осіб. Абсолютну більшість серед них становлять в'єтнамці — 1 777 634 особа (99,8 %), з національних меншин тут проживають різні народності — тхай, тай, мяо, мионги та інші.

## Економіка
Економіка має аграрний характер. У провінції вирощують рис, кукурудзу, банани, арахіс, цукрова тростина. У прибережній зоні розвинуті рибальство і лов креветок, значна кількість яких експортуються. У промисловості Намдінь виділяється текстильна галузь.

## Культура
Намдінь має багату історію, відзначену збереженими тут архітектурними пам'ятками. Серед них слід відзначити руїни палацу імператорів династії Чан у містечку Тук-Мак, руїни храму Тхієн-Чионг, храми імператорів Чан, Фу-Дай, Ко-Чать, пагоди Кео, Хань-Тхієн, Фо-Мінь і Ко-Ле. У провінції також розташовані кілька природоохоронних зон і національних парків.

## Галерея

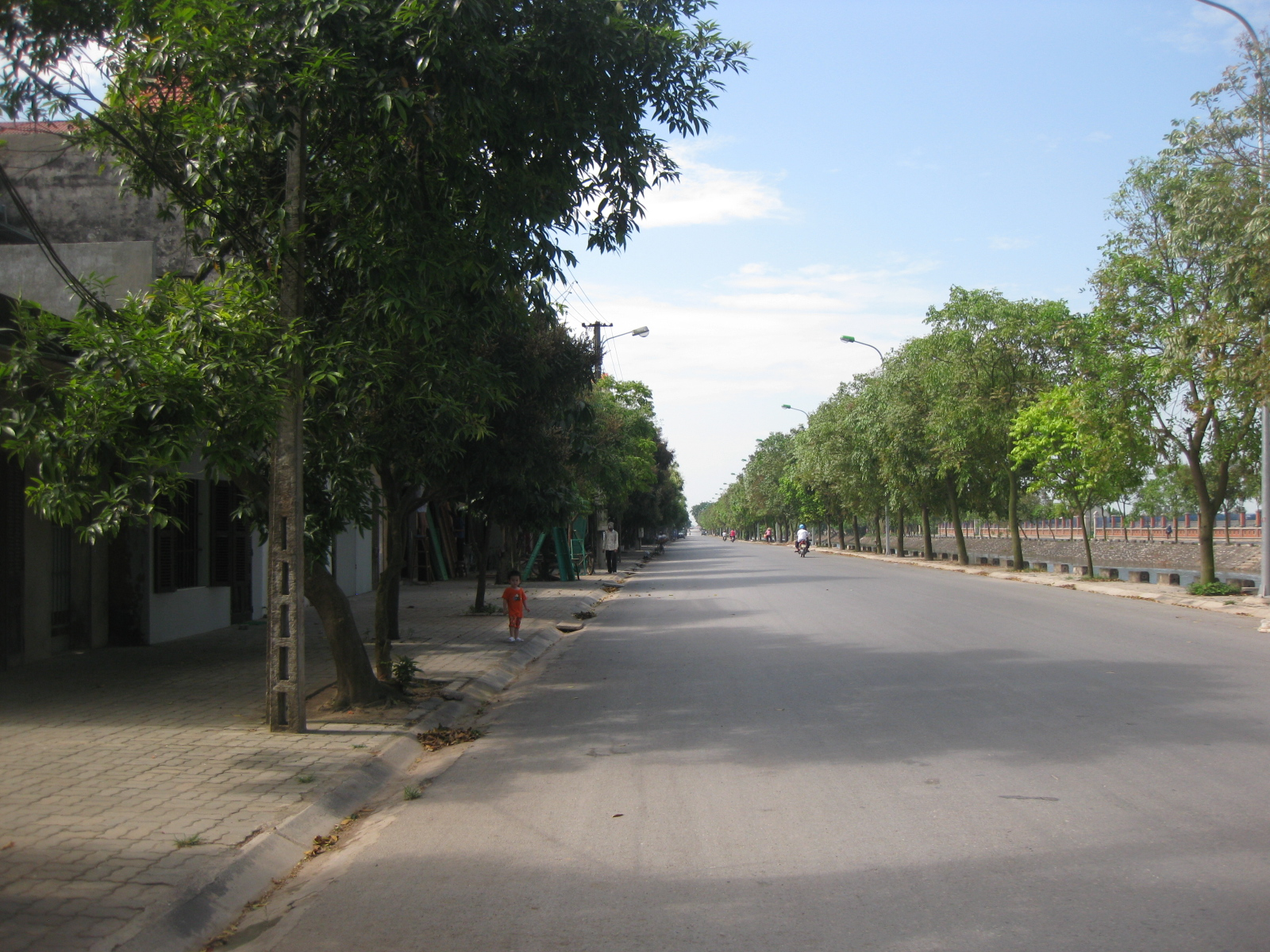
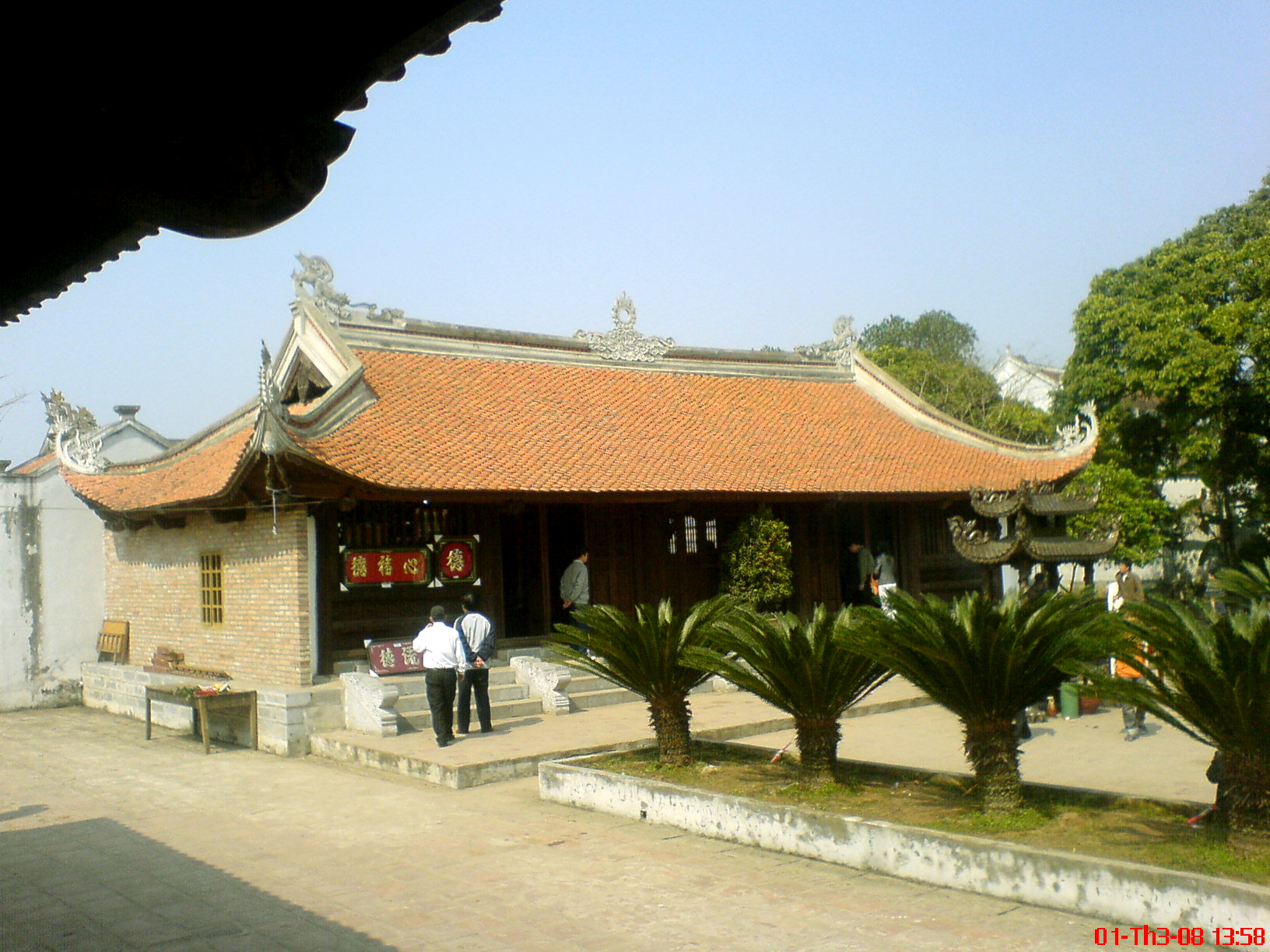
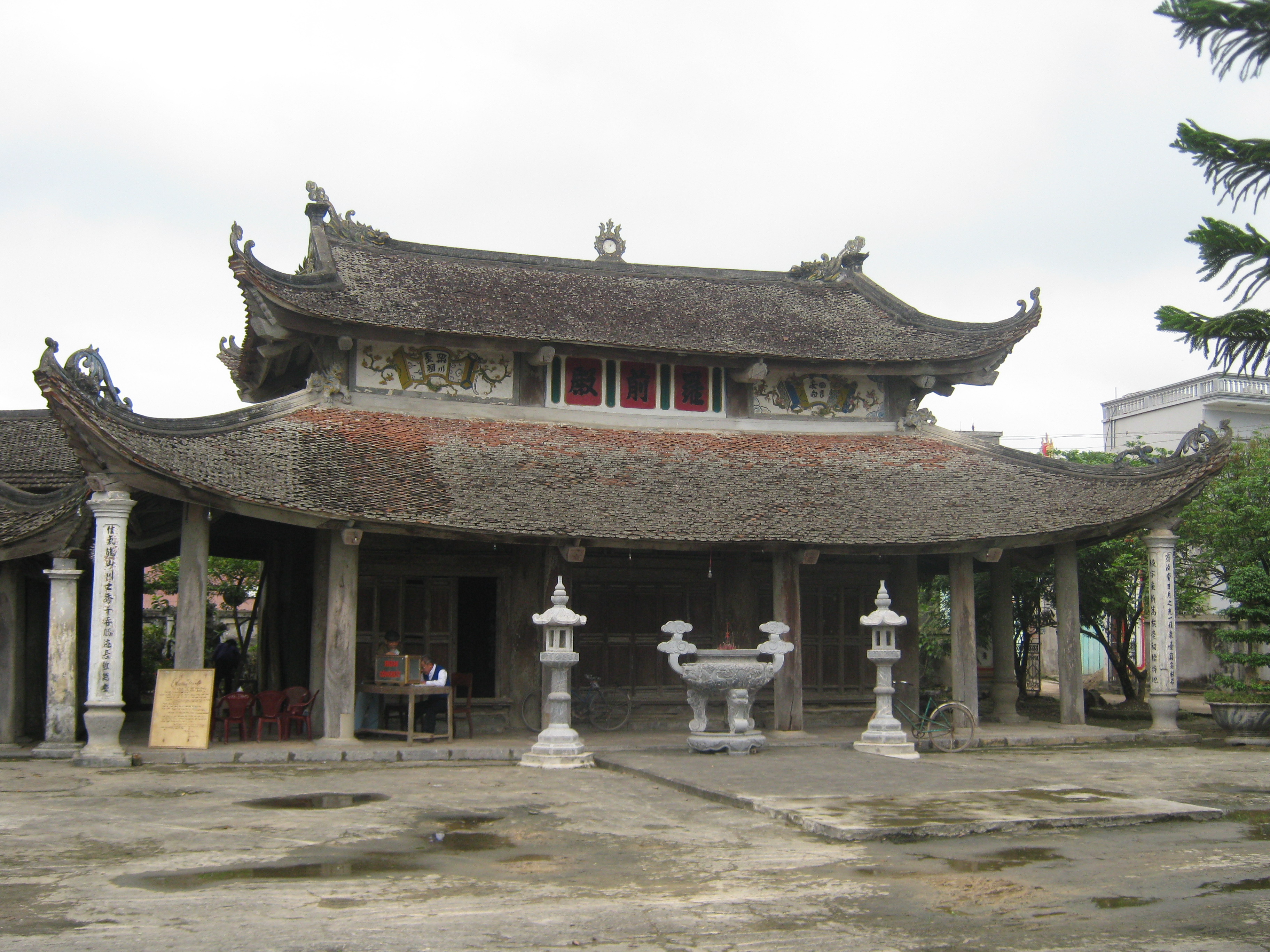
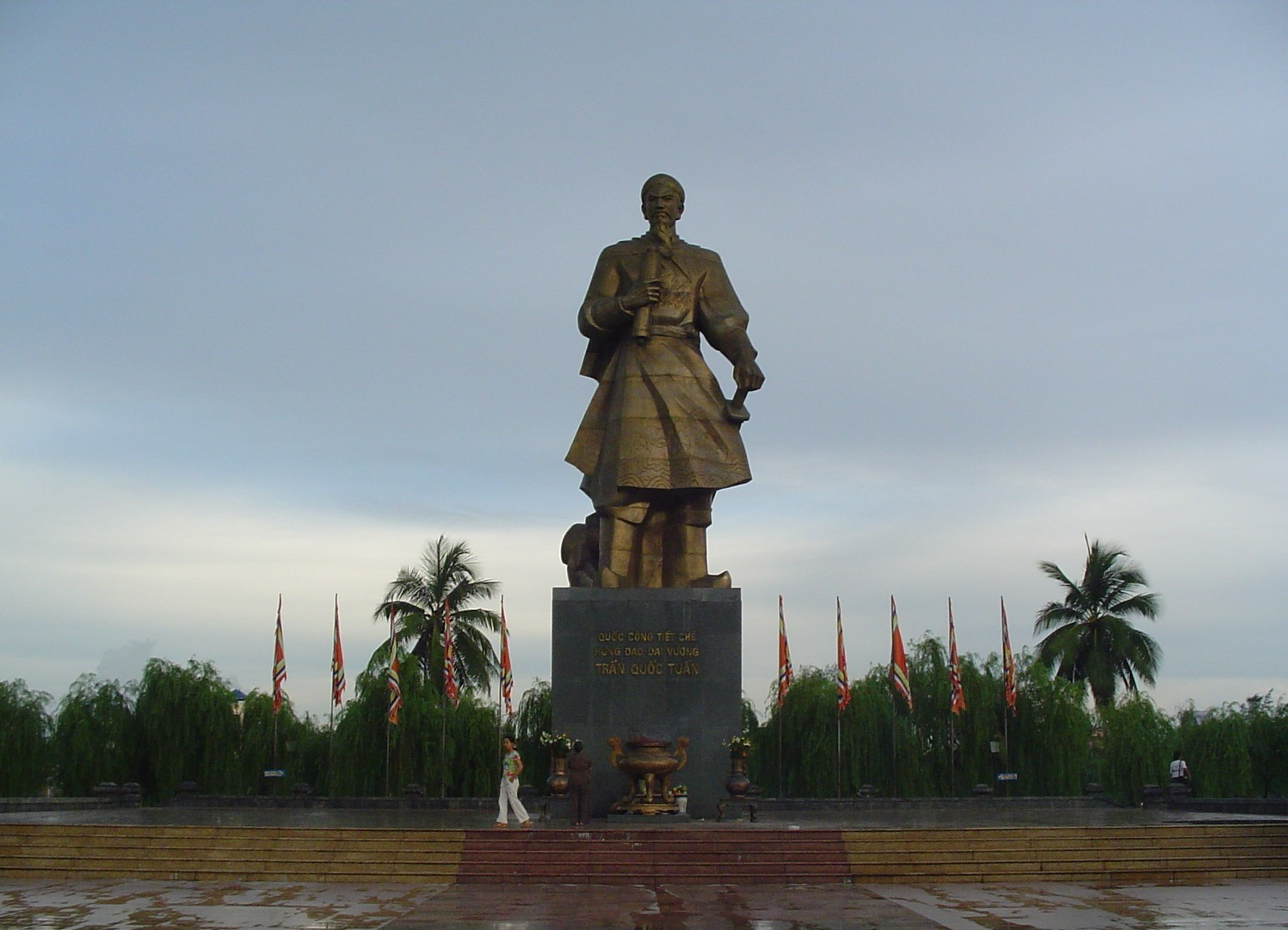